# Paovce hřivnatá
Paovce hřivnatá (Ammotragus lervia) je druh z podčeledi kozy a ovce původem ze skal hor v Severní Africe. Bylo popsáno šest poddruhů. V původní domovině je již poměrně vzácná a na mnoha místech byla lidmi vyhubena, byla však úspěšně vysazena v Severní Americe (Jihozápadní Texas, Nové Mexiko a sever Mexika), v některých místech jižní Evropě (jižní Španělsko, pohoří Mosor v chorvatské Dalmácii), a dokonce i na Havaji.

## Popis
Paovce hřivnatá je v kohoutku vysoká 80 až 100 cm a váží 40 až 140 kg. Má písečně hnědou barvu, která s věkem tmavne, světlejší slabiny a tmavší pruh na zádech. Výrazným znakem je dlouhá hříva na hrdle, hrudi a přední straně předních končetin, zvláště nápadná u dospělých beranů, jimž může spadat až na zem. Obě pohlaví nosí obloukovité Rohy, u beranů jsou však podstatně silnější.

## Výskyt
Paovce hřivnatá se vyskytuje v Severní Africe v Alžírsku, Tunisku, na severu Čadu, Egyptu, Libyi, na severu Mali, Mauritánii, Maroku (včetně Západní Sahary), Nigeru a Súdánu (západně od Nil a východně od Nilu v Red Sea Hills). V současnosti žije přibližně 10 000 jedinců. V České republice se vyskytovala v okolí Plzně, kam se dostala únikem několika kusů z Plzeňské zoo v roce 1976. Tam zcela zdivočela a v přírodě se i rozmnožuje.
Je chována i v ZOO Brno, Zoo Praha nebo v ZOO Dvůr Králové.